# Suchoj Su-34
Suchoj Su-34, förkortat Su-34 (ryska: Сухой Су-34, Су-34. NATO-rapporteringsnamn: Fullback), är ett ryskt tvåsitsigt attackflygplan. Planet är en vidareutveckling av det ryska jaktplanet Suchoj Su-27 som togs i bruk i början av 1980-talet. Första provflygningen av planet skedde 1990, men efter stora budgetnedskärningar efter Sovjetunionens upplösning blev produktionen av Su-34 flera år försenad.
Det är tänkt att Su-34:an så småningom ska ersätta det äldre attackflygplanet Suchoj Su-24 i Ryssland. 
US Air Force (USA:s flygvapen), som normalt sett alltid varit det ryska flygvapnets huvudfiende, har idag inget flygplan som motsvarar Su-34:an. Det närmaste flygplanet som man kan komma är McDonnell Douglas F-15E Strike Eagle som har samma uppgift, men som är lättare och har kortare räckvidd.

## Design/tekniska data
Su-34 har ärvt Suchoj Su-27:s höga flygprestanda och uthållighet. Utöver detta har Su-34 ny elektronisk utrustning och nya digitala förarkabinsinstrument. Flygplanet har tolv stycken vapenbalkar för olika vapensystem under vingarna och kan totalt bära en vapenlast på 8 ton vilket kan jämföras med vad ett tungt bombflyg under andra världskriget bar, till exempel Boeing B-17 Flying Fortress. Planet kan flyga upp till 4000 km på en tank. Det kan även tankas i luften och på så sätt (åtminstone teoretiskt) befinna sig i luften i flera dagar. 
Su-34 är ett attackflygplan som har plats för två besättningsmän. På andra tvåsitsiga stridsflygplan brukar sätena sitta efter varandra men på Su-34:an är sätena bredvid varandra. Flygplanet har två stycken canardvingar som ska fungera som en stabilisator. Flygplanet har två stjärtfenor. Su-34:an har radar som sitter längst fram på nosen som har mörkgrå färg. Planet brukar antingen vara svartmålat eller ha en kamouflagefärg som består av blå och ljusblå. Su-34:an har två dubbla bakhjul och ett främre framhjul.
Su-34:an är känd för att ha en ovanligt stor förarkabin till de två piloterna. Där inne finns bland annat en brits där piloterna kan lägga sig och vila men även ett toalettutrymme. Besättningen har möjlighet att kunna stå upp och röra på sig under längre uppdrag. Utrymmet mellan sätena gör det möjligt att ligga ner om det skulle behövas.

## Produktion/leverans
Produktionen av Su-34 var från början tänkt att komma igång under det tidiga 1990-talet. Sovjetunionens upplösning, kalla krigets slut och ekonomiska svårigheter gjorde dock att denna var tvunget att bli uppskjuten. År 2003 hade Ryssland, som övertagit projektet, nya planer på att få flygplanet i produktion. Detta avbröts igen på grund av budgetunderskott och inte förrän 2006 kom de första planen att tillverkas. 
Rysslands flygvapen fick sina två första Su-34 i januari 2007 och i slutet av året hade tio plan levererats. Fram till 2015 var cirka 60 plan beställda och totalt var det tänkt att 210 plan ska ingå i det ryska flygvapnet år 2020.
I oktober 2013 hade Ryssland 29 plan i tjänst och ytterligare 16 plan levererades under 2014.
I maj 2016 fanns drygt 100 flygplan i det ryska flygvapnet och i slutet av 2019 hade totalt 132 flygplan tillverkats.

## Motorer
Su-34 har två jetdrivna motorer av modellen Saturn AL-31FM1 turbofan. Saturn AL-31FM1 användes även på stridsflygplanet Suchoj Su-30SM. Tack vare motorerna så kan Su-34 nå en hastighet på Mach 1,6 (ungefär 1900 km/h) när den är fullt lastad. 

## Varianter
- Su-34 är standardversionen.
- Su-32 är den kommersiella exportvarianten.[6]
- Su-34M / Su-34 NVO är en moderniserad version av Su-34. År 2021 skulle ett ryskt kontrakt undertecknas och ersätta standardversionen (Su-34). [7]

## I strid
De krig/väpnade konflikter som Su-34:an har deltagit eller deltar i är: 
- Kriget i Georgien 2008.
- Syriska inbördeskriget: Någon gång under oktober 2015 skickade Ryssland iväg flera Su-34 till Syrien för att bekämpa styrkor från terroristorganisationen IS (Islamiska staten) där. I december 2015 fanns åtta plan i landet.[8]
- Rysslands invasion av Ukraina 2022: Den 5 mars 2022 sköts en Su-34 som var beväpnad med bomber ner över staden Tjernihiv. Fram till november 2023 hade Ryssland förlorat 22 flygplan i kriget.[9]

## Pris
Priset för en Su-34 uppges tydligen vara omkring 36 miljoner amerikanska dollar. 

## Annan användning
År 2016 användes Su-34 för att bomba isdammar i Vologda oblast för att förhindra översvämningar.

## Incidenter
Den 17 oktober 2022 kraschade en Su-34 in i en byggnad i staden Jejsk i Ryssland. Därvid omkom 15 personer som befann sig på marken. Piloterna hann skjuta ut sig innan planet kraschade. 

## Användare
I nuläget (april 2023) är det endast Rysslands flygvapen som använder Su-34.

## Bilder

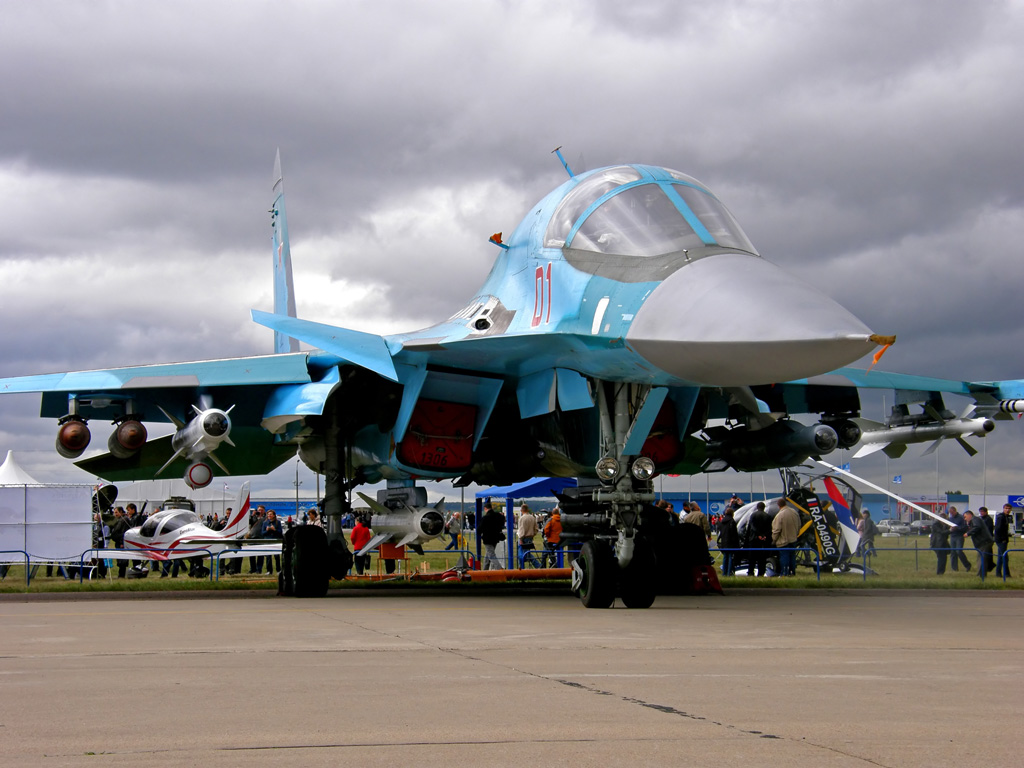
Su-34 framifrån.
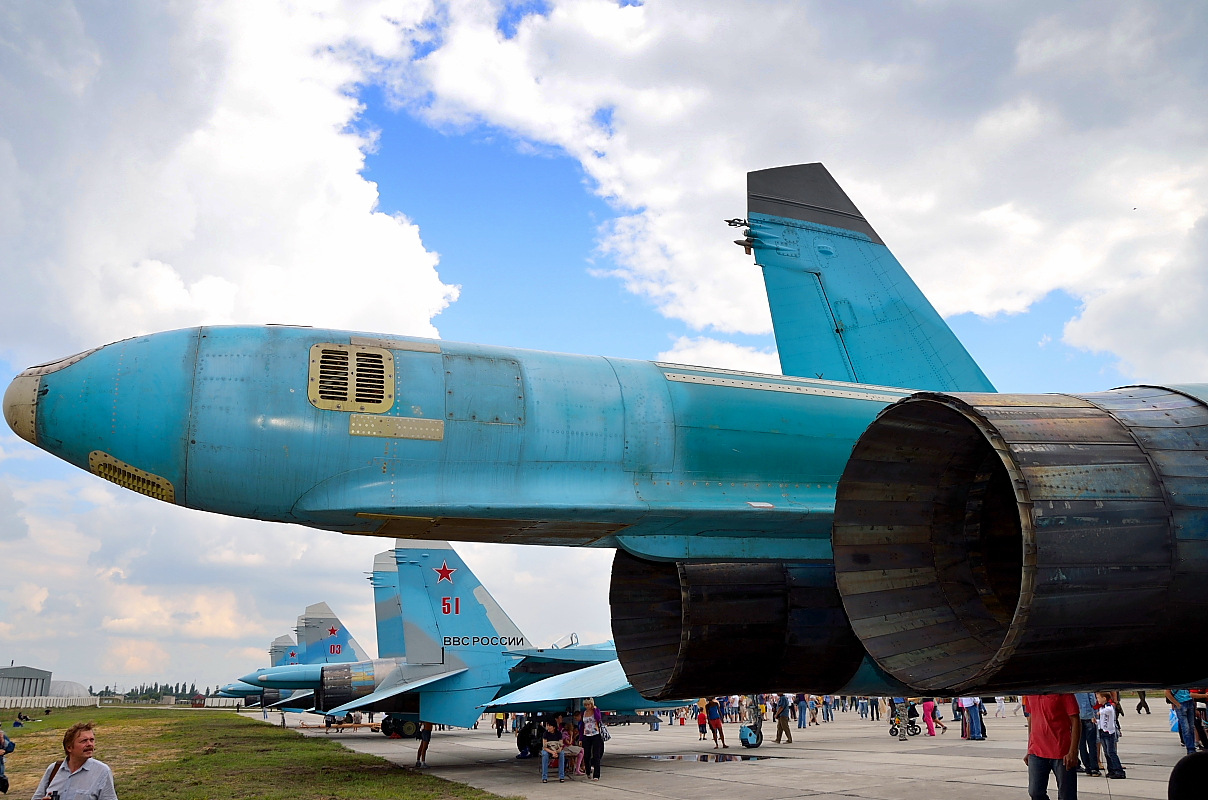
Su-34 bakifrån.
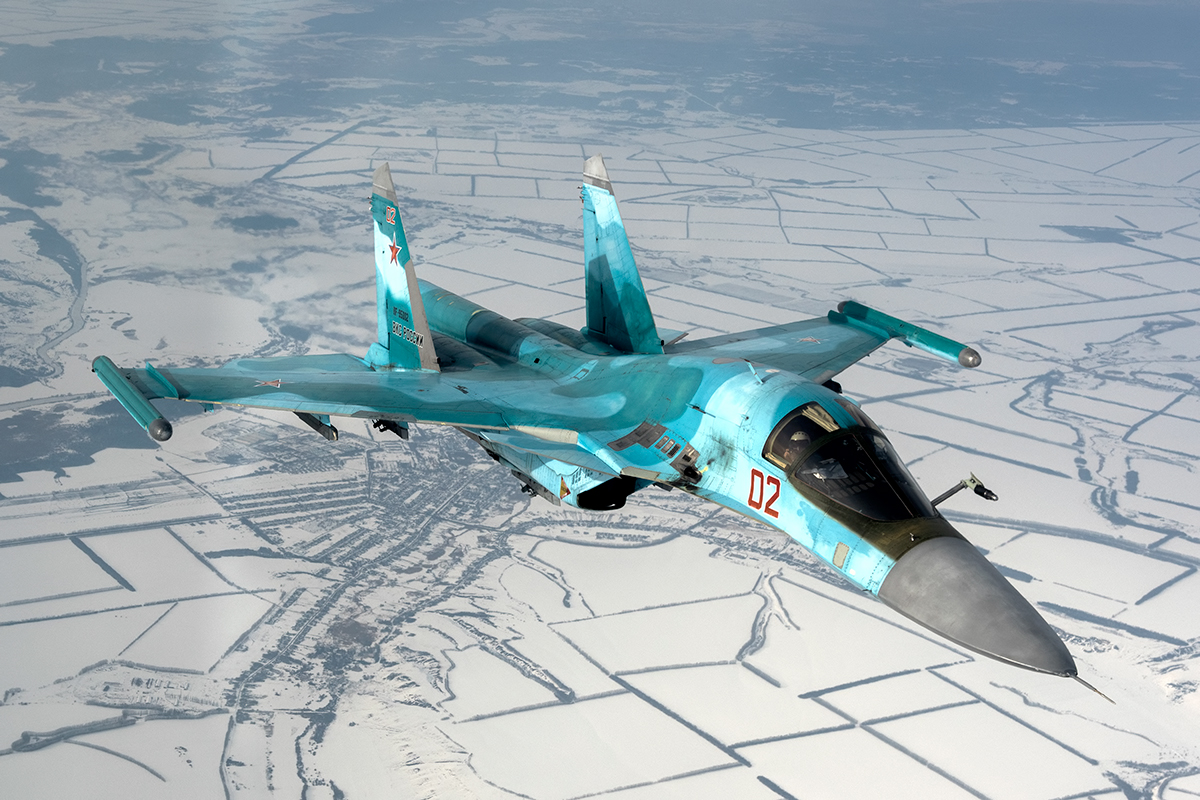
En Su-34 i luften.
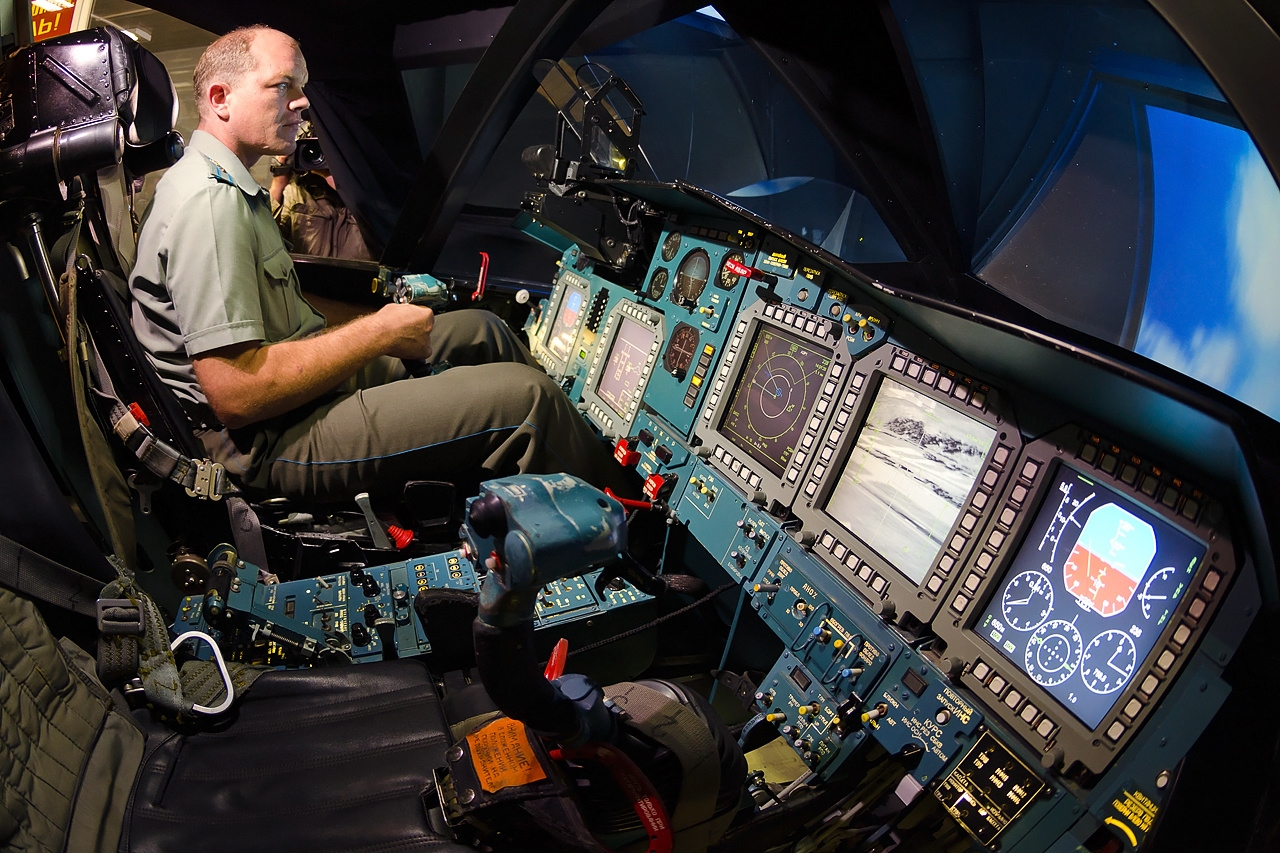
En Su-34:s cockpit (observera att detta är en simulator).
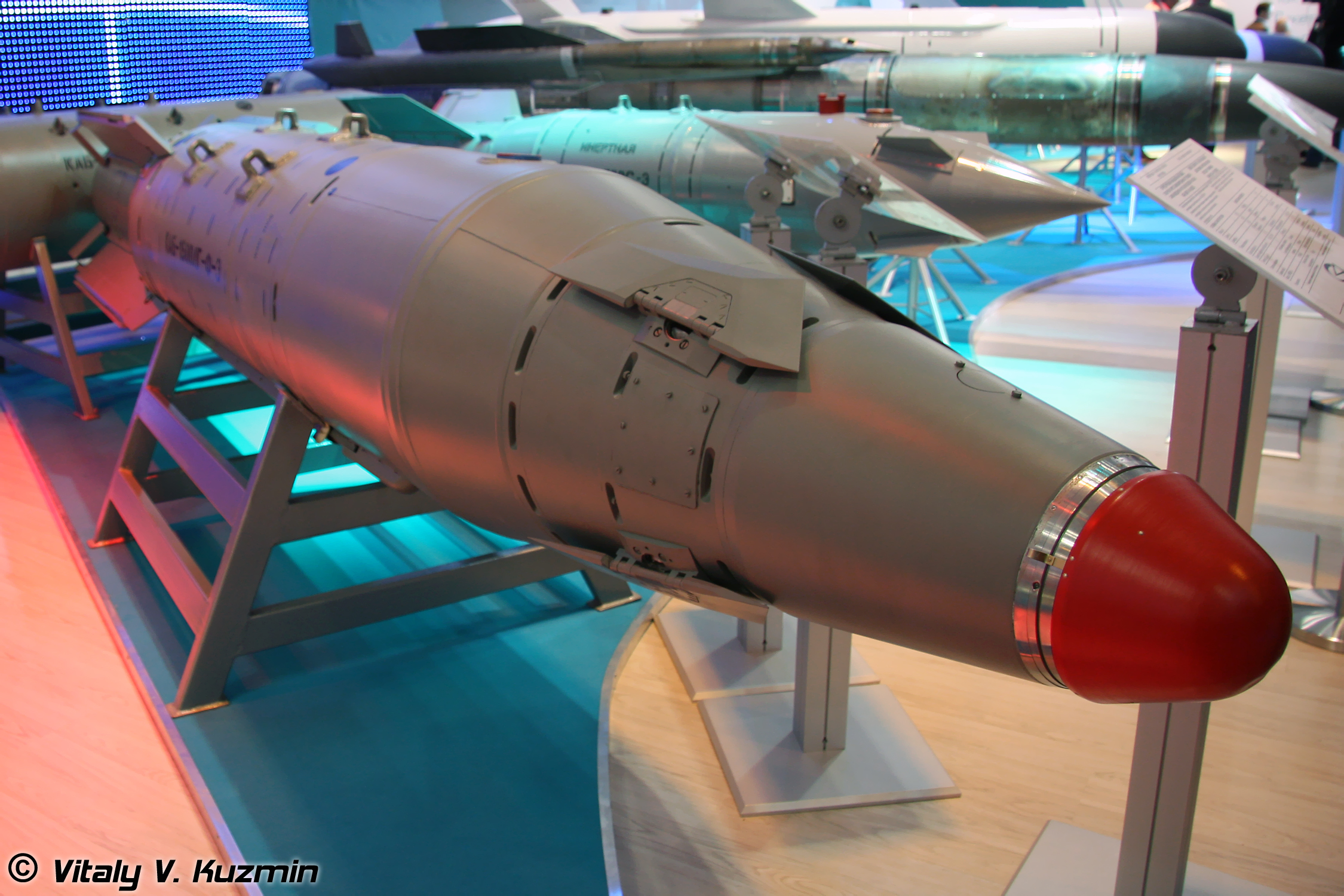
KAB-1500L, exempel på en bomb som Su-34 använder.